# National Women’s Soccer League 2017
Die National Women’s Soccer League 2017 war die fünfte Saison der US-amerikanischen Frauenfußballliga National Women’s Soccer League. Die reguläre Saison begann am 15. April und endete am 1. Oktober 2017. Daran schloss sich ein Play-off mit den vier besten Teams der Saison an, welche in zwei Halbfinals sowie einem Finale die NWSL-Meisterschaft ausspielten. Das Franchise des Titelverteidigers Western New York Flash wurde vor Saisonbeginn nach North Carolina transferiert und tritt nunmehr unter dem Namen North Carolina Courage an.
Erstplatzierter nach der regulären Saison und damit Gewinner des NWSL Shield wurde mit den North Carolina Courage das Nachfolgeteam des letztjährigen NWSL-Meisters. Zudem konnten sich der Gewinner des NWSL Shield 2016, der Portland Thorns FC, die Chicago Red Stars (wie in den beiden Vorjahren) und erstmals in ihrer Geschichte die Orlando Pride für die Play-offs qualifizieren.
Im ersten Halbfinale setzte sich Portland deutlich mit 4:1 gegen Orlando durch. Im zweiten Semifinale fiel die Entscheidung erst kurz vor Spielende für North Carolina, das Chicago mit 1:0 bezwang. Das Finale bestritten somit North Carolina und Portland, wobei sich Portland mit einem 1:0-Sieg seinen zweiten Titel nach 2013 sichern konnte.

## Franchises und Spielstätten
An der Saison 2017 nahmen die Franchises der Vorsaison teil. North Carolina Courage übernahm die Spielrechte des Titelverteidigers Western New York Flash.
| Franchise              | Ort                             | Stadion              | Kapazität |
| ---------------------- | ------------------------------- | -------------------- | --------- |
| Boston Breakers        | Boston, Massachusetts           | Jordan Field         | 4.100     |
| Chicago Red Stars      | Bridgeview, Illinois            | Toyota Park          | 22.000    |
| Houston Dash           | Houston, Texas                  | BBVA Compass Stadium | 7.000     |
| FC Kansas City         | Kansas City, Missouri           | Swope Soccer Village | 3.557     |
| North Carolina Courage | Cary, North Carolina            | WakeMed Soccer Park  | 10.000    |
| Orlando Pride          | Orlando, Florida                | Orlando City Stadium | 25.517    |
| Portland Thorns FC     | Portland, Oregon                | Providence Park      | 21.144    |
| Seattle Reign FC       | Seattle, Washington             | Memorial Stadium     | 6.000     |
| Sky Blue FC            | Piscataway Township, New Jersey | Yurcak Field         | 5.000     |
| Washington Spirit      | Washington, D.C.                | Maryland SoccerPlex  | 5.126     |

| Breakers |

| Red Stars |

| Dash |

| Kansas City |

| Pride |

| Thorns |

| Reign |

| Sky Blue |

| Spirit |

| Courage |

| Breakers |

| Red Stars |

| Dash |

| Kansas City |

| Pride |

| Thorns |

| Reign |

| Sky Blue |

| Spirit |

| Courage |

## Spielerinnen
Vor der Saison erfolgte bei der sogenannten Player Allocation die Zuweisung von Nationalspielerinnen der Vereinigten Staaten und Kanadas an die zehn teilnehmenden Franchises.
→ National Women’s Soccer League 2017/Player Allocation
Daran schloss sich eine sogenannte Draft-Runde an, in der die Teams College-Spielerinnen unter Vertrag nehmen konnten:
→ National Women’s Soccer League 2017/College-Draft

## Modus
In der regulären Saison absolvierte jedes Team insgesamt 24 Spiele, davon je zwölf Heim- und Auswärtsspiele. Gegen sechs Teams absolvierte jede Mannschaft je drei Spiele, gegen die drei weiteren Teams je zwei Spiele.
Die vier am Ende der Saison bestplatzierten Teams qualifizierten sich für die Play-offs.

## Statistiken

### Tabelle
| Pl. | Verein                 | Sp. | S  | U | N  | Tore    | Diff. | Punkte |
| --- | ---------------------- | --- | -- | - | -- | ------- | ----- | ------ |
| 1.  | North Carolina Courage | 24  | 16 | 1 | 7  | 038:220 | +16   | 49     |
| 2.  | Portland Thorns FC     | 24  | 14 | 5 | 5  | 037:200 | +17   | 47     |
| 3.  | Orlando Pride          | 24  | 11 | 7 | 6  | 045:310 | +14   | 40     |
| 4.  | Chicago Red Stars      | 24  | 11 | 6 | 7  | 033:300 | +3    | 39     |
| 5.  | Seattle Reign FC       | 24  | 9  | 7 | 8  | 043:370 | +6    | 34     |
| 6.  | Sky Blue FC            | 24  | 10 | 3 | 11 | 042:510 | −9    | 33     |
| 7.  | FC Kansas City         | 24  | 8  | 7 | 9  | 029:310 | −2    | 31     |
| 8.  | Houston Dash           | 24  | 7  | 3 | 14 | 023:390 | −16   | 24     |
| 9.  | Boston Breakers        | 24  | 4  | 7 | 13 | 024:350 | −11   | 19     |
| 10. | Washington Spirit      | 24  | 5  | 4 | 15 | 030:480 | −18   | 19     |

### Ergebnisse
Die Spiele sind für jede Mannschaft in chronologischer Reihenfolge angegeben, die Ergebnisse zeilenweise jeweils aus Sicht der entsprechenden Mannschaft.
| Mannschaft                  | Spiel | Spiel | Spiel | Spiel | Spiel | Spiel | Spiel | Spiel | Spiel | Spiel | Spiel | Spiel | Spiel | Spiel | Spiel | Spiel | Spiel | Spiel | Spiel | Spiel | Spiel | Spiel | Spiel | Spiel |
| Mannschaft                  | 1     | 2     | 3     | 4     | 5     | 6     | 7     | 8     | 9     | 10    | 11    | 12    | 13    | 14    | 15    | 16    | 17    | 18    | 19    | 20    | 21    | 22    | 23    | 24    |
| --------------------------- | ----- | ----- | ----- | ----- | ----- | ----- | ----- | ----- | ----- | ----- | ----- | ----- | ----- | ----- | ----- | ----- | ----- | ----- | ----- | ----- | ----- | ----- | ----- | ----- |
| Boston Breakers (BOS)       | KC    | NJ    | SEA   | NC    | CHI   | POR   | POR   | ORL   | NC    | NC    | HOU   | WAS   | CHI   | SEA   | HOU   | KC    | WAS   | HOU   | ORL   | NJ    | ORL   | POR   | WAS   | NJ    |
| Boston Breakers (BOS)       | 0:2   | 1:0   | 3:0   | 0:1   | 1:1   | 2:2   | 0:2   | 0:2   | 1:3   | 0:1   | 0:0   | 1:0   | 0:0   | 1:1   | 0:1   | 2:2   | 2:2   | 1:3   | 1:2   | 0:1   | 2:4   | 0:1   | 3:0   | 3:4   |
| Chicago Red Stars (CHI)     | HOU   | KC    | POR   | HOU   | BOS   | NC    | NC    | SEA   | WAS   | NJ    | SEA   | ORL   | BOS   | NJ    | ORL   | ORL   | POR   | SEA   | KC    | WAS   | NC    | KC    | HOU   | POR   |
| Chicago Red Stars (CHI)     | 0:2   | 1:0   | 0:1   | 2:0   | 1:1   | 3:1   | 3:2   | 1:0   | 1:1   | 2:1   | 1:2   | 1:0   | 0:0   | 2:2   | 2:1   | 1:1   | 2:3   | 1:2   | 1:3   | 2:1   | 2:1   | 0:0   | 3:2   | 1:3   |
| Houston Dash (HOU)          | CHI   | SEA   | WAS   | CHI   | NJ    | NJ    | SEA   | WAS   | ORL   | ORL   | BOS   | KC    | POR   | WAS   | BOS   | POR   | KC    | BOS   | POR   | SEA   | NC    | CHI   | NC    | KC    |
| Houston Dash (HOU)          | 2:0   | 1:5   | 1:0   | 0:2   | 1:3   | 1:2   | 0:2   | 0:2   | 2:4   | 2:0   | 0:0   | 2:1   | 1:1   | 2:1   | 1:0   | 1:2   | 0:1   | 16.8. | 0:2   | 0:1   | 0:1   | 2:3   | 0:42  | 1:1   |
| FC Kansas City (KC)         | BOS   | CHI   | NJ    | ORL   | POR   | WAS   | WAS   | NC    | SEA   | SEA   | POR   | HOU   | NJ    | ORL   | BOS   | NC    | HOU   | POR   | CHI   | ORL   | NJ    | CHI   | SEA   | HOU   |
| FC Kansas City (KC)         | 2:0   | 0:1   | 0:1   | 1:1   | 0:0   | 1:0   | 3:2   | 0:2   | 2:2   | 1:1   | 0:3   | 1:2   | 2:3   | 1:4   | 2:2   | 0:11  | 1:0   | 2:1   | 3:1   | 1:2   | 4:1   | 0:0   | 1:0   | 1:1   |
| North Carolina Courage (NC) | WAS   | POR   | ORL   | BOS   | ORL   | CHI   | NJ    | CHI   | KC    | BOS   | BOS   | NJ    | SEA   | POR   | SEA   | KC    | SEA   | WAS   | WAS   | CHI   | HOU   | NJ    | HOU   | ORL   |
| North Carolina Courage (NC) | 1:0   | 1:0   | 3:1   | 1:0   | 1:3   | 1:3   | 2:0   | 2:3   | 2:0   | 3:1   | 1:0   | 0:1   | 2:0   | 0:1   | 1:0   | 1:01  | 2:1   | 2:0   | 3:2   | 1:2   | 1:0   | 1:1   | 4:02  | 2:3   |
| Orlando Pride (ORL)         | POR   | WAS   | NC    | KC    | NC    | SEA   | NJ    | BOS   | HOU   | HOU   | NJ    | CHI   | WAS   | KC    | CHI   | CHI   | WAS   | NJ    | BOS   | KC    | BOS   | SEA   | POR   | NC    |
| Orlando Pride (ORL)         | 0:2   | 1:1   | 1:3   | 1:1   | 3:1   | 1:1   | 1:2   | 2:0   | 4:2   | 0:2   | 3:2   | 0:1   | 2:2   | 4:1   | 1:2   | 1:1   | 3:0   | 5:0   | 2:1   | 2:1   | 4:2   | 1:1   | 0:0   | 3:2   |
| Portland Thorns FC (POR)    | ORL   | NC    | CHI   | SEA   | KC    | BOS   | BOS   | NJ    | NJ    | WAS   | KC    | SEA   | HOU   | NC    | WAS   | HOU   | CHI   | KC    | HOU   | SEA   | WAS   | BOS   | ORL   | CHI   |
| Portland Thorns FC (POR)    | 2:0   | 0:1   | 1:0   | 2:2   | 0:0   | 2:2   | 2:0   | 2:0   | 1:3   | 0:1   | 3:0   | 0:2   | 1:1   | 1:0   | 2:1   | 2:1   | 3:2   | 1:2   | 2:0   | 2:1   | 4:0   | 1:0   | 0:0   | 3:1   |
| Seattle Reign FC (SEA)      | NJ    | HOU   | BOS   | POR   | WAS   | ORL   | HOU   | CHI   | KC    | KC    | CHI   | POR   | NC    | BOS   | NJ    | NC    | NC    | CHI   | NJ    | POR   | HOU   | ORL   | KC    | WAS   |
| Seattle Reign FC (SEA)      | 1:1   | 5:1   | 0:3   | 2:2   | 6:2   | 1:1   | 2:0   | 0:1   | 2:2   | 1:1   | 2:1   | 2:0   | 0:2   | 1:1   | 5:4   | 0:1   | 1:2   | 2:1   | 4:5   | 1:2   | 1:0   | 1:1   | 0:1   | 3:2   |
| Sky Blue FC (NJ)            | SEA   | BOS   | KC    | WAS   | HOU   | HOU   | NC    | ORL   | POR   | POR   | CHI   | ORL   | NC    | KC    | CHI   | SEA   | WAS   | ORL   | SEA   | BOS   | KC    | WAS   | NC    | BOS   |
| Sky Blue FC (NJ)            | 1:1   | 0:1   | 1:0   | 3:4   | 3:1   | 2:1   | 0:2   | 2:1   | 0:2   | 3:1   | 1:2   | 2:3   | 1:0   | 3:2   | 2:2   | 4:5   | 1:4   | 0:5   | 5:4   | 1:0   | 1:4   | 1:2   | 1:1   | 4:3   |
| Washington Spirit (WAS)     | NC    | ORL   | HOU   | NJ    | SEA   | KC    | KC    | HOU   | CHI   | POR   | BOS   | ORL   | HOU   | POR   | NJ    | ORL   | BOS   | NC    | CHI   | NC    | POR   | NJ    | BOS   | SEA   |
| Washington Spirit (WAS)     | 0:1   | 1:1   | 0:1   | 4:3   | 2:6   | 0:1   | 2:3   | 2:0   | 1:1   | 1:0   | 0:1   | 2:2   | 1:2   | 1:2   | 4:1   | 0:3   | 2:2   | 0:2   | 1:2   | 2:3   | 0:4   | 2:1   | 0:3   | 2:3   |

1 Das Spiel wurde am 22. Juli aufgrund eines Gewitters in der 39. Spielminute abgebrochen und später für den 10. August neu angesetzt.
2 Das für den 27. August angesetzte Spiel zwischen Houston und North Carolina wurde aufgrund des nahenden Hurrikans Harvey abgesagt und auf den 27. September verlegt.
| Legende   | Legende       | Legende | Legende       | Legende    |
| --------- | ------------- | ------- | ------------- | ---------- |
| Heimspiel | Auswärtsspiel | Sieg    | Unentschieden | Niederlage |

### Torschützinnenliste
| Platz | Spielerin          | Verein                 | Anzahl |
| ----- | ------------------ | ---------------------- | ------ |
| 1     | Sam Kerr           | Sky Blue FC            | 17     |
| 2     | Marta              | Orlando Pride          | 13     |
| 3     | Megan Rapinoe      | Seattle Reign FC       | 12     |
| 4     | Christen Press     | Chicago Red Stars      | 11     |
| 5     | Alex Morgan        | Orlando Pride          | 9      |
|       | Lynn Williams      | North Carolina Courage | 9      |
| 7     | Christine Sinclair | Portland Thorns FC     | 8      |
| 8     | Natasha Dowie      | Boston Breakers        | 7      |
|       | Jessica Fishlock   | Seattle Reign FC       | 7      |
|       | Ashley Hatch       | North Carolina Courage | 7      |

### Zuschauertabelle
|     | Verein                 | Zuschauer | pro Spiel | Auslastung |
| --- | ---------------------- | --------- | --------- | ---------- |
| 1.  | Portland Thorns FC     | 211.830   | 17.653    | 083,5 %    |
| 2.  | Orlando Pride          | 74.233    | 6.186     | 024,2 %    |
| 3.  | Houston Dash 1 2       | 54.938    | 4.578     | 054,8 %    |
| 4.  | North Carolina Courage | 52.672    | 4.389     | 043,9 %    |
| 5.  | Seattle Reign FC       | 48.449    | 4.037     | 067,3 %    |
| 6.  | Washington Spirit      | 41.891    | 3.491     | 068,1 %    |
| 7.  | Chicago Red Stars      | 38.379    | 3.198     | 016 %      |
| 8.  | Boston Breakers        | 34.754    | 2.896     | 070,6 %    |
| 9.  | Sky Blue FC            | 31.355    | 2.613     | 052,3 %    |
| 10. | FC Kansas City         | 21.456    | 1.788     | 050,3 %    |

## NWSL Championship Play-offs
Die vier bestplatzierten Mannschaften der regulären Saison qualifizierten sich für die Play-offs.

### Halbfinale
Die Halbfinalspiele fanden am 7. und 8. Oktober 2017 statt.
|                        | Ergebnis  |                   |
| ---------------------- | --------- | ----------------- |
| Portland Thorns FC     | 4:1 (2:1) | Orlando Pride     |
| North Carolina Courage | 1:0 (0:0) | Chicago Red Stars |

### Finale
Das Finale wurde am 14. Oktober 2017 im Orlando City Stadium in Orlando ausgetragen. Wie in den Vorjahren wurde ein neutraler Ort bestimmt, in dem das Finale stattfand.
Bei seiner zweiten Finalteilnahme nach 2013 konnte sich Portland erneut den Titel sichern. Das Team setzte sich mit 1:0 gegen North Carolina durch.
| North Carolina Courage               | North Carolina Courage | Portland Thorns FC | Portland Thorns FC |
| ------------------------------------ | --- | --- | ------------------ |
| North Carolina Courage               | \| Finale \| \| 14. Oktober 2017 in Orlando, Florida \| \| Ergebnis: 0:1 (0:0) \| \| Zuschauer: 8.124 \| \| Schiedsrichterin: Danielle Chesky \| \| Spielbericht \| | \| Finale \| \| 14. Oktober 2017 in Orlando, Florida \| \| Ergebnis: 0:1 (0:0) \| \| Zuschauer: 8.124 \| \| Schiedsrichterin: Danielle Chesky \| \| Spielbericht \| | Portland Thorns FC |
| North Carolina Courage               | Katelyn Rowland – Abby Dahlkemper, Abby Erceg, Jaelene Hinkle, Taylor Smith (12. Makenzy Doniak) – McCall Zerboni, Samantha Mewis – Denise O’Sullivan (86. Stephanie Ochs), Kristen Hamilton (39. Jessica McDonald), Ashley Hatch, Lynn Williams Cheftrainer: Paul Riley | Adrianna Franch – Emily Sonnett, Emily Menges, Meghan Klingenberg, Katherine Reynolds – Lindsey Horan, Amandine Henry (90’+3. Allie Long), Tobin Heath – Ashleigh Sykes (54. Dagný Brynjarsdóttir), Hayley Raso (69. Nadia Nadim), Christine Sinclair Cheftrainer: Mark Parsons | Portland Thorns FC |
| North Carolina Courage               | 0:1 Lindsey Horan (49.) | | Portland Thorns FC |
| North Carolina Courage               | Tobin Heath, Hayley Raso, Dagný Brynjarsdóttir | | Portland Thorns FC |
| North Carolina Courage               | Spieler des Spiels: Lindsey Horan (Portland Thorns FC) | | Portland Thorns FC |
| Finale                               | | |                    |
| 14. Oktober 2017 in Orlando, Florida | | |                    |
| Ergebnis: 0:1 (0:0)                  | | |                    |
| Zuschauer: 8.124                     | | |                    |
| Schiedsrichterin: Danielle Chesky    | | |                    |
| Spielbericht                         | | |                    |

## Trainerwechsel
| Datum        | Verein       | Tabellenplatz | Trainer       | Grund       | Nachfolger   | Quelle |
| ------------ | ------------ | ------------- | ------------- | ----------- | ------------ | ------ |
| 29. Mai 2017 | Houston Dash | 9.            | Randy Waldrum | Beurlaubung | Omar Morales | [ 7 ]  |

## Ehrungen
Die Wahl für die Auszeichnungen am Ende der regulären Saison erfolgte durch die Franchisebesitzer, die General Manager und die Trainer, die Spielerinnen sowie ausgewählte Journalisten und – per Onlineabstimmung – die Fans.
|                                               | Preisträger/-in                          |
| --------------------------------------------- | ---------------------------------------- |
| Erfolgreichste Torschützin (NWSL Golden Boot) | Sam Kerr (Sky Blue FC)                   |
| Rookie des Jahres                             | Ashley Hatch (North Carolina Courage)    |
| Torhüterin des Jahres                         | Adrianna Franch (Portland Thorns FC)     |
| Trainer des Jahres                            | Paul Riley (North Carolina Courage)      |
| Verteidigerin des Jahres                      | Abby Dahlkemper (North Carolina Courage) |
| Wertvollste Spielerin (MVP)                   | Sam Kerr (Sky Blue FC)                   |

| NWSL Best XI     | NWSL Best XI      | NWSL Best XI           | NWSL Best XI                        | NWSL Best XI       | NWSL Best XI           | NWSL Best XI                       |
| Position         | Best XI           | Best XI                | Best XI                             | Zweites Team       | Zweites Team           | Zweites Team                       |
| ---------------- | ----------------- | ---------------------- | ----------------------------------- | ------------------ | ---------------------- | ---------------------------------- |
| Tor              | Adrianna Franch   | Portland Thorns FC     | 80 Paraden, 11 Spiele ohne Gegentor | Katelyn Rowland    | North Carolina Courage | 39 Paraden, 8 Spiele ohne Gegentor |
| Abwehr           | Casey Short       | Chicago Red Stars      | 1.915 Spielminuten                  | Stephanie Catley   | Orlando Pride          | 2.032 Spielminuten                 |
| Abwehr           | Abby Dahlkemper   | North Carolina Courage | 2.160 Spielminuten                  | Abby Erceg         | North Carolina Courage | 1 Tor, 2 Vorlagen                  |
| Abwehr           | Becky Sauerbrunn  | FC Kansas City         | 1.980 Spielminuten                  | Meghan Klingenberg | Portland Thorns FC     | 6 Vorlagen                         |
| Abwehr           | Alexandra Krieger | Orlando Pride          | 2.160 Spielminuten                  | Emily Menges       | Portland Thorns FC     | 2.063 Spielminuten                 |
| Mittelfeld       | Jessica Fishlock  | Seattle Reign FC       | 7 Tore, 1 Vorlage                   | Danielle Colaprico | Chicago Red Stars      | 1.903 Spielminuten                 |
| Mittelfeld       | Samantha Mewis    | North Carolina Courage | 6 Tore, 3 Vorlagen                  | Julie Ertz         | Chicago Red Stars      | 4 Tore, 3 Vorlagen                 |
| Mittelfeld       | McCall Zerboni    | North Carolina Courage | 3 Tore, 1 Vorlage                   | Lindsey Horan      | Portland Thorns FC     | 4 Tore, 2 Vorlagen                 |
| Sturm/Mittelfeld | Marta             | Orlando Pride          | 13 Tore, 6 Vorlagen                 | Sofia Huerta       | Chicago Red Stars      | 6 Tore, 4 Vorlagen                 |
| Sturm            | Sam Kerr          | Sky Blue FC            | 17 Tore, 4 Vorlagen                 | Alex Morgan        | Orlando Pride          | 9 Tore, 4 Vorlagen                 |
| Sturm            | Christen Press    | Chicago Red Stars      | 11 Tore, 4 Vorlagen                 | Megan Rapinoe      | Seattle Reign FC       | 12 Tore, 1 Vorlage                 |